# Sericornis magnirostra
El sedosito picudo (Sericornis magnirostra) es una especie de ave. Situado en la familia Pardalotidae en la taxonomía de Sibley-Ahlquist, pero se ha encontrado con la oposición y ahora se sabe que esto es incorrecto, sino que más bien pertenecen a la familia independiente Acanthizidae. También es conocido como Sericornis magnirostris.
Fue descrito por el ornitólogo John Gould en 1838, es endémica de Australia. Se encuentra en los matorrales densos en bosques templados, bosques de tierras bajas tropicales o subtropicales secos y en los bosques montanos húmedos tropicales  o subtropicales. No se encuentra amenazado.